# ياجو غونزاليس
ياجو غونزاليس (بالإسبانية: Yago González López)‏ (6 نوفمبر 1979 في إسبانيا - ) هو لاعب كرة قدم إسباني في مركز الهجوم. لعب مع سلتا فيغو ب ونادي بونتيفيدرا ونادي سمورة ونادي كيتشي ونادي لوغو وهونغ كونغ رينجرز وÁguilas CF ‏ وAtlético Levante UD ‏ وSouthern District FC ‏ ونادي تيراسا ‏.

## وصلات خارجية
- ياجو غونزاليس على موقع قاعدة بيانات كرة القدم.إي يو (الإنجليزية)
- ياجو غونزاليس على موقع Soccerway.com (الإنجليزية)